# ツルボ
ツルボ （蔓穂、綿棗児、学名：Barnardia japonica） はキジカクシ科の草本。地下に球根があり、秋の初めにピンク色の花を密生した細長い穂を出す。

## 特徴
球根のある多年生の草本。球根（鱗茎）は卵球形で長さ2-3cmほど、表面に薄くて黒い外皮がある。基部には短縮したく気があって、多数の細い根が出る。葉は根出状に出て長さ10-25cm、幅は4-6mm、線形で厚く軟らかい葉質で、表面は浅くくぼむ。
花期は8-9月で、葉の間から細長い花茎を伸ばし、総状花序をその先端につける。花茎の高さは20-40cm、分枝せず、途中に葉はなく、また花序の基部に総苞はない。花序は細長い円筒形で下から開花して行き、長さ3-10cm、幅1.5-2cm。花は密集して並び、長さ3-6mmの花柄がある。花被片は6個あり、長楕円状倒披針形で長さ4mm、先端は尖り、淡紅紫色をなし、平らに開く。雄蘂は6本あり、花糸は紫で先端が細まる。子房には短い毛が3つの縦列になっている。
果皮は花後も残る。果実は室果で、倒卵状球形で長さ5-6mm、縦に3つに裂ける。種子は各室に1個ずつ。種子は広披針形で黒く、長さ4mm。

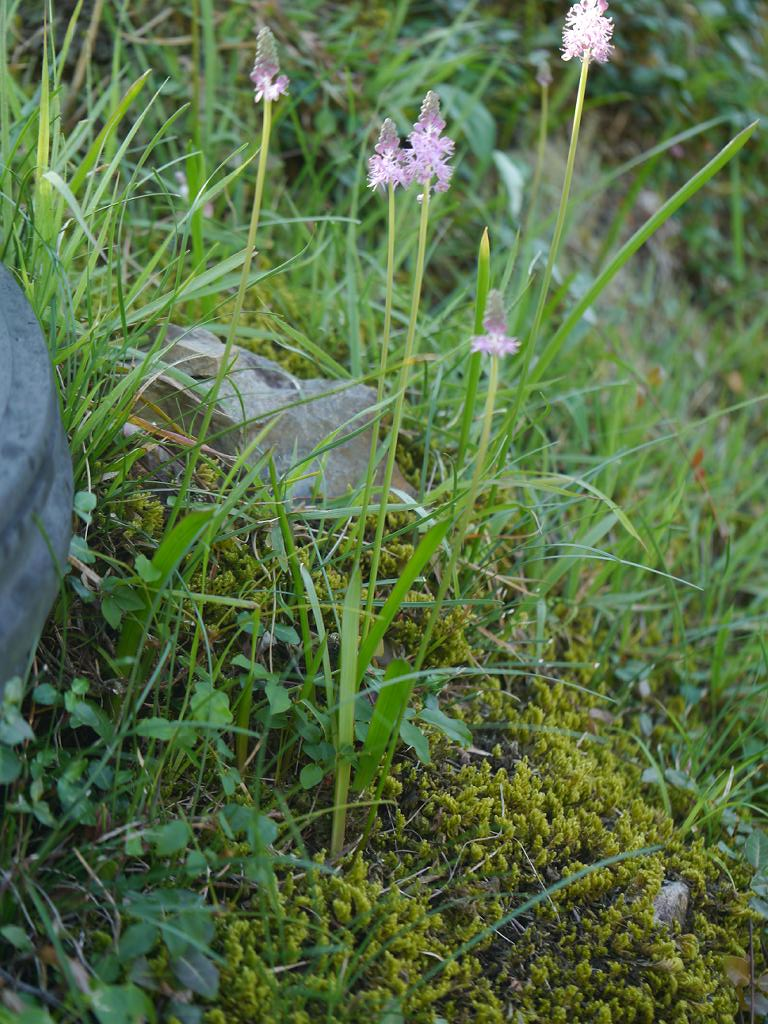
全草・根出葉が見える
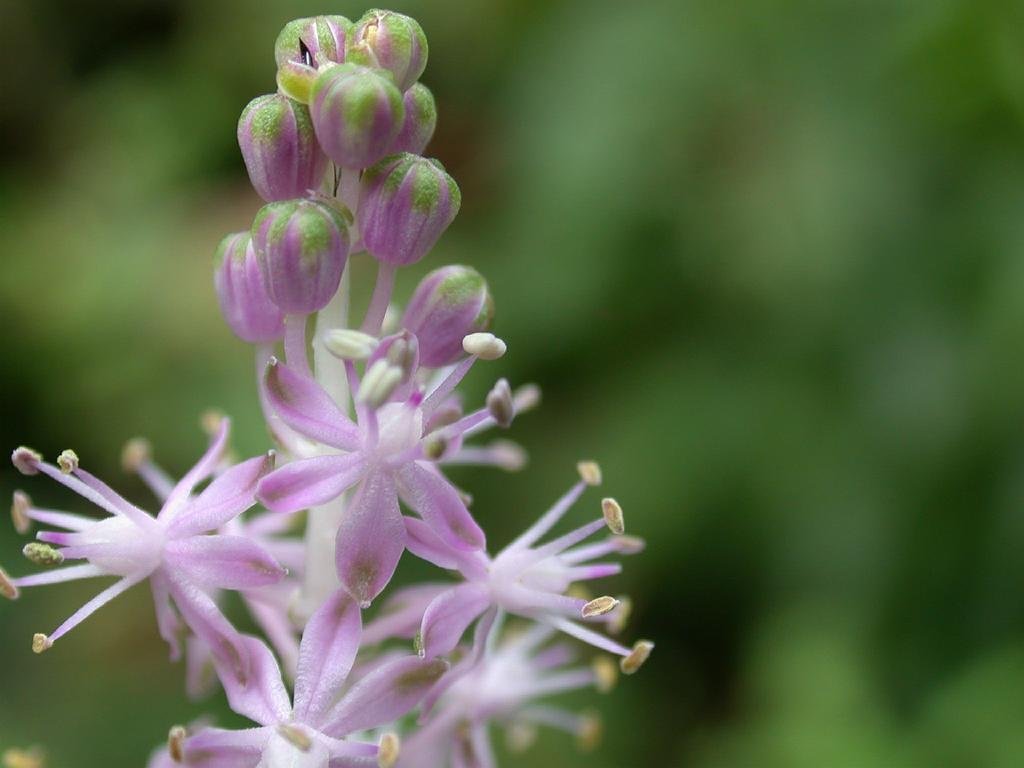
花序の一部
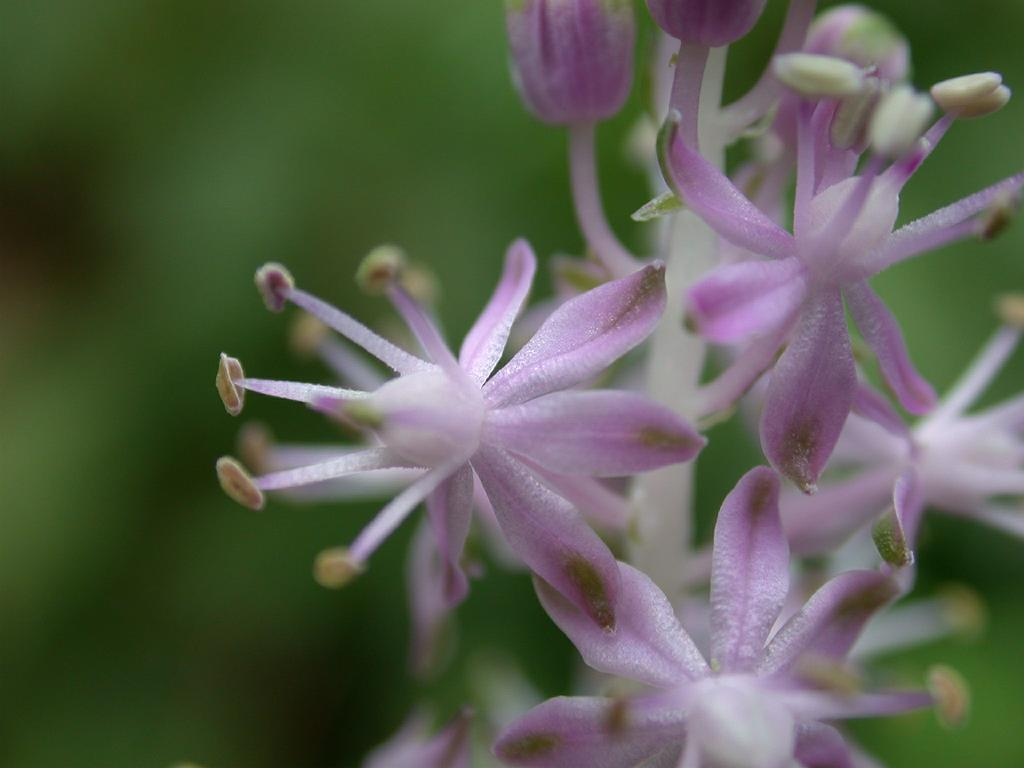
花

別名にスルボがあるが、ツルボ、スルボは共に意味が不明である。サンダイガサの異名もあり、これは参内傘の意味で、花穂の形状が公家が参内する時に、供人が差し掛ける長柄傘を畳んだ形に似ていることによる。

## 生活史
葉は1年に2回出る。まず、春に5-10枚の春葉が出て、これは夏に枯れる。その後初秋に2-3枚の葉が出る。この秋の葉の向かい合った間から花穂が出て、開花する。

## 分布と生育環境
北海道南西部から九州までと琉球列島に広く分布し、国外では朝鮮、中国本土と台湾、それにウスリーに分布する。
林縁や堤防、草地等、日当たりの良いところに多く、往々に群生を作る。

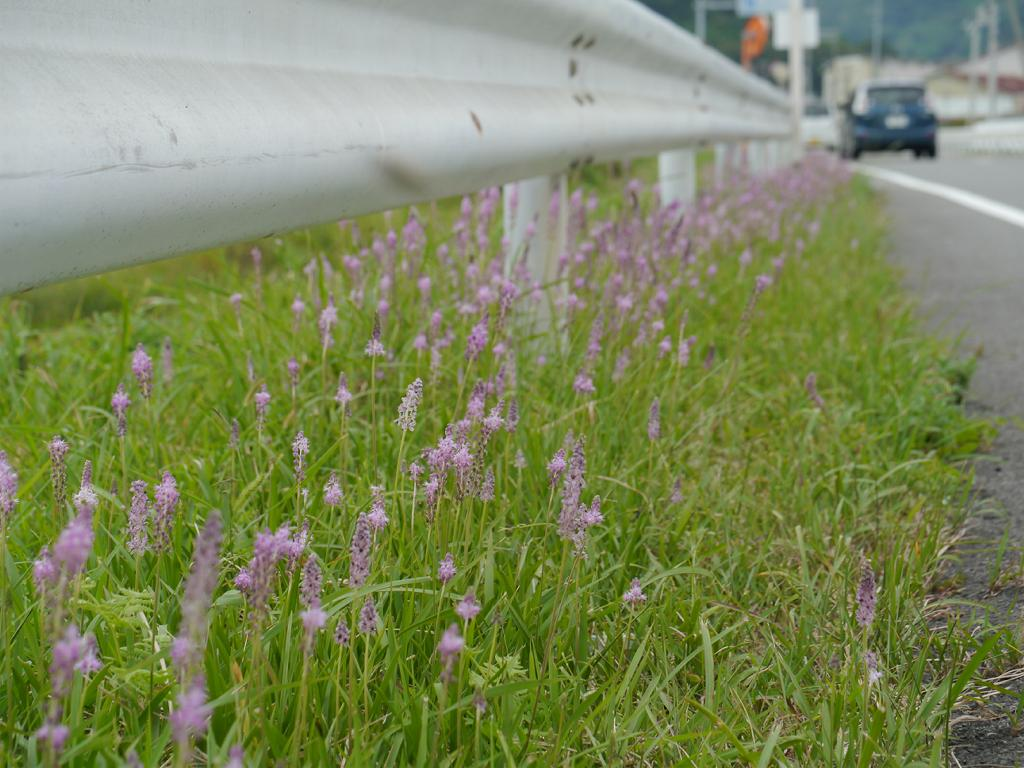
群生の様子
堤防沿いの道路脇にて

## 分類
ツルボ属には90-100種があり、大部分が中央アジアから西、西アジア、ヨーロッパ、それにアフリカに分布する。鑑賞価値の高いものも多く、球根性の花物として用いられるものも多く、それらは往々にシラーの名で呼ばれる。本属で日本にあるのは本種1種のみ。同時に本種は本属の中で東アジアに分布する唯一の種である。細胞学的には多型で、2倍体から5倍体までを含む。地方による変異も見られる。
種内変異として、オニツルボ var. major Ueki et Tokui がある。大型になり、葉幅が10-20mmにも達するものである。本州、四国、九州の海岸などに産する。白化品をシロバナツルボ f. albiflora と言うが、佐竹他などは特に取り上げてはいない。

## 利害
利益となる例はない。球根には毒成分が含まれる。